# Балкански пророк (књига)
Балкански пророк је политички роман руских писаца и новинара Сергеја Грузинова и Генедија Сисојева. Роман говори о учешћу Милана Панића на српској и југословенској политичкој сцени 90-их година.

## Радња књиге
Прича почиње 1992. године, у кабинету, у резиденцији председника Републике Србије, познатијем као Нови двор. Ту се састају председник Републике Србије Слободан Милошевић, и угледни амерички бизнисмен српског порекла Милан Панић. Потпуно неочекивано, Слободан Милошевић нуди Милану Панићу место премијера Савезне Републике Југославије. Панић у први мах бива изненађен, али затим поче да покушава да не прихвати место савезног премијера. Председник Србије Слободан Милошевић бива упоран у свом предлогу. Милан Панић, понесен атмосфером, прихвата место премијера савезне Владе, али под условом да Слободан Милошевић поднесе оставку са места председника Србије. За узврат, Панић је Милошевићу обећао да ће му обезбедити посао у Сједињеним Америчким Државама, тако што ће му отворити америчко-југословенску банку, у којој ће бити директор. Милошевић се нађе изненађен, не очекујући од било кога захтев да поднесе своју оставку, али после дужег размишљања он то прихвати.
Милан Панић се враћа у Калифорнију, а у међу времену схвата да он не може бити председник Савезне Владе, јер је то супротно Уставу Сједињених Држава. Он успева да пронађе решење, и схвата да му тако нешто, противуставно, може одобрити само председник САД-а Џорџ Х. Буш. Панић одлази до Буша, и овај му потписује указ и одобрава да овај може постати председник Савезне Владе Југославије, пошто је то у интересу Сједињених Држава.
Милан Панић се враћа у Београд, где се поново састаје са Милошевићем. Он још једном потврђује да ће потписати нешто као уговор, али у замену да запад учини низ услова за јачање Југославије. Панић се с` тиме слаже.
Кроз цео роман премијер Милан Панић се састаје са важним и утицајним људима Балкана и света, између осталог : са председником Савезне Републике Југославије Добрицом Ћосићем, председником Демократске странке и касније премијером Србије Зораном Ђинђићем, лидером косовских албанаца Ибрахимом Руговом, председником Републике Хрватске Фрањом Туђманом, државним секретаром САД-а Џејмсом Бејкером, генералним секретаром НАТО-а Хавијером Соланом, и многим другима.
Након што је Слободан Милошевић оповргнуо да је пристао на било какво повчалење са функције, Милан Панић покушава да наговори Добрицу Ћосића да се кандидује на председничким изборима, као против кандидат Милошевићу. Овај то одбија, па онда Панић решава да се он кандидује за изборе, само 10 дана пре заказаног датума избора. На изборима победу односи Слободан Милошевић. Пошто убрзо бива смењен са функције премијера, Милан Панић се врађа у Сједињене Државе. 
На позив неколико локалних политичара, Панић се 1997. године враћа у Југославију, где помаже оснивање Савеза за промене. Он се и даље бори да смени Слободана Милошевића са власти. 
Радња романа се завршава хапшењем Слободана Милошевића, 28. јуна 2001. године.

## Ликови
Милан Панић је култни амерички бизнисмен српског порекла. На предлог председника Србије Слободана Милошевића, постаје председник Савезне Владе Југославије. Од самог почетка, бори се против политике Слободана Милошевића, коју сматра погубном по Србију и Југославију. У покушају да обезбеди прекид санкција СР Југославији, сачува Косово и Метохију као саставни део Србије, да спречи бомбардовање, и друго, добија надимак „летећи премијер“.
Слободан Милошевић је председник Републике Србије а касније и Савезне Републике Југославије. На власти се понаша доста ауторитарно, желећи да своју моћ очува по сваку цену.
Добрица Ћосић је председник Савезне Републике Југославије и књижевник. 
Фрањо Туђман је председник Републике Хрватске. Подједнако својеглав и непромишљен, као и Слободан Милошевић, за које Панић каже да заједнички воде погубну политику по своје народе и државе.

## Поглавља у књизи
1. Неочекивани предлог
2. Одлука
3. Договор
4. Нова политика
5. Сусрет са Бејкером
6. Премијер и губернатори
7. „Летећи премијер“
8. Дванаест тачака
9. Битка за Југославију
10. Битка за Косово
11. Руски „терористички напад“
12. Крађа
13. Савез за промене
14. Под бомбама
15. Пад диктатора
16. Сведпци и учесници

- Хронологија сукоба у Југославији 1990-2000